# Jim Hill
Jim Hill (* 23. April 1947 in Atlanta, Georgia) ist ein US-amerikanischer Jurist, Finanzberater und Politiker (Demokratische Partei).

## Werdegang
Über die Jugendjahre von Jim Hill ist nichts bekannt. 1969 machte er einen Abschluss in Wirtschaft an der Michigan State University. Danach ging er auf die Indiana University, wo er 1971 mit einem Master of Business Administration graduierte und 1974 mit einem Juraabschluss.
Er kandidierte 1980 erfolglos für das Repräsentantenhaus von Oregon. Von 1983 bis 1987 saß er dann im Repräsentantenhaus und von 1987 bis 1993 im Senat von Oregon. Bei den Wahlen im Jahr 1992 wurde er zum Treasurer of State von Oregon gewählt. Hill ist der erste Afroamerikaner, der in einer Landeswahl gewählt wurde. Seine Wiederwahl erfolgte 1996. Er bekleidete den Posten vom 4. Januar 1993 bis zum 1. Januar 2001. In der Folgezeit kandidierte er zweimal, 2002 und 2006, erfolglos für das Amt als Gouverneur von Oregon. 2010 trat er bei der Nachwahl für den Posten als Treasurer of State von Oregon an, um die Vakanz zu füllen, die durch den Tod von Ben Westlund entstand, der vor dem Ende seiner Amtszeit verstarb.
Hill ist geschieden und hat eine Tochter. Er lebt heute in Salem (Oregon).